# 귀스타브 랑송

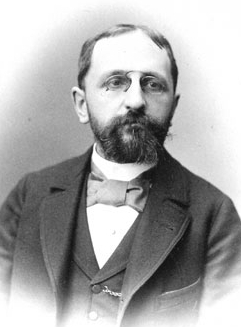
귀스타브 랑송 (1895년)

귀스타브 랑송(Gustave Lanson, 1857년 8월 5일 ~ 1934년 12월 15일)은 프랑스의 문학사가 겸 문학평론가로서, 파리의 소르본느 대학에서 가르쳤다.
랑송은 죽은 다음에도 프랑스의 문학 평론에 영향을 미친 거물이었으며, 20세기초 프랑스 대학의 제도 개혁에도 큰 역할을 했다. 그는 문학사에 관한 저술로, 특히 문학 연구와 문화 연구를 융합하려는 노력으로 가장 잘 알려졌다. 문학 연구분야에서 그는 "종족과 환경과 시대"라는 개념을 파고 들고 넓혀 나갔다. 그는 또 면밀한 읽기(close reading)의 프랑스 전례인 텍스트 명세(explication de texte)의 교육학적 중요성을 역설하는 등 교육학 연구에도 많이 공헌하였다.
랑송은 사회적 배경이 작가와 독자의 기대와 텍스트에 미치는 영향 사이의 복잡한 관계를 연구할 "문학사회학"이라는 개념을 제안하였다. 랑송에게 텍스트는 집단적 사회적 힘의 단순한 산물도 아니고, 자율적인 천재에 의한 자동적인 작품도 아닌, 그 사이의 그 무엇이었다. 텍스트란, 한편 사회가 강력하면서도 안보이는 힘을 미치는 것, 다른 한편 텍스트 밖의 그 무엇 아마 더 나은 것에 대한 희망이나 환상 따위를 심어주기 위해서 그러한 힘을 피해갈 수도 있는 것, 이런 것들의 복합적 산물이었다. 이같은 복합적 특성의 란손 모형은 그로 하여금 여러 독자 계층을 노리는 텍스트를 상정할 수 있게 한 바: 텍스트를 만들어낸 사회에서 여과없이 전적으로 영향을 받는 독자층과 텍스트에 의해서 부분적으로 영향을 받는 이상적 독자층을 들었다.
1911년에 랑송은 뉴욕의 콜럼비아 대학교의 객원교수였다. 이때 그는 미국의 수많은 대학을 둘러 보고, 훗날 그 경험을 회고했다. 랑송은 미국의 여러 대학에서 종교의 중요성에 놀라는 한편, 종교의 공유에서 얻어진 일체감이 특히 미식 축구 따위의 대학 스포츠에서 얻어진 일체감 때문에 퇴색하고 있다고 논평했다.
랑송에 대한 평가는 프랑스에서는 롤랑 바르트 등의 신평론이 대두하면서 추락하였고, 미국에서도 그가 죽은 다음에 계속 떨어져서 1950년대 후반부터 1960년대까지는 바닥에 이르렀다. 은유와 이미지의 탐구에 대한 관심이 높고 텍스트와 사회적 배경을 분리하려 했던 신평론 시대에서, 랑송은 사소한 역사적, 전기적 관점에 사로잡힌 현학자 또는 문학과 동떨어진 경직된 문헌학자처럼 보였다. 그러나 최근에는 형식주의적 방법과 역사적 방법의 공통성을 탐구하는 평론가들, 그리고 평론의 역사에 대한 보다 더 집중적이고 덜 목적론적인 연구와 함께 란손에 대한 관심이 다시 높아지고 있다.

## 저술
- Gustave Lanson. "Literary History and Sociology." Trans. Nicholas T. Rand and Roberta Hatcher. PMLA, Vol. 110, No. 2. (Mar., 1995), pp. 220-235.

## 참고 자료
- Allan Stoekl, "From Culture to the Canon: Lanson's Mission in America."